# روابط ارمنستان و بریتانیا
روابط ارمنستان و بریتانیا (انگلیسی: Armenia–United Kingdom relations) روابط خارجی بین ارمنستان و بریتانیا است. بریتانیا در ۳۱ دسامبر ۱۹۹۱ ارمنستان را به رسمیت شناخت. اولین سفارت ارمنستان در اروپا در اکتبر ۱۹۹۲ در لندن تأسیس شد. در سال ۱۹۹۵ انگلستان سفارت خود را در ایروان تأسیس کرد. دو کشور روابط مشترک و دوستانه دارند. هر دو کشور عضو شورای اروپا هستند.

## تاریخچه

### دهه ۱۸۹۰
در اواخر سده نوزدهم، ارمنستان بین روسیه و ترکیه تقسیم شده بود. تنش‌ها در ترکیه در دهه ۱۸۸۰ و به‌ویژه در دهه ۱۸۹۰ شروع به افزایش کرد که منجر به یک سری بحران‌های بین‌المللی شد که بریتانیا سعی کرد با فشار بر دولت ترکیه به حل آن‌ها کمک کند. بریتانیا مدت‌ها یکی از دوستان اصلی دولت ترکیه بود و به آن در برابر فشارهای شدید توسعه‌طلبانه روسیه کمک می‌کرد. در دهه ۱۸۸۰، لندن خواستار اصلاحات شد و به‌ویژه بر بهبود رفتار با مسیحیان در سرتاسر امپراتوری عثمانی تمرکز کرد. دولت عثمانی به این فشارها مقاومت کرد و از بریتانیا فاصله گرفت. در عوض، قسطنطنیه به‌طور فزاینده‌ای به آلمان برای حمایت سیاسی، مالی و تجاری روی آورد که در نهایت به ورود آن به جنگ جهانی اول به عنوان یک متحد آلمانی منجر شد.
با افزایش جنایات علیه ارمنی‌ها در ترکیه، افکار عمومی بریتانیا به شدت خشمگین و نگران شد. اخبار مربوط به خشونت‌ها و کشتارهای وحشتناک علیه این اقلیت، احساسات انسانی و اخلاقی مردم بریتانیا را تحت تأثیر قرار داد و آن‌ها خواستار اقدام فوری شدند. در این شرایط، دولت بریتانیا تلاش کرد تا یک واکنش هماهنگ از سوی قدرت‌های بزرگ اروپایی شامل روسیه، آلمان، اتریش و فرانسه ترتیب دهد.
لندن به دنبال ایجاد یک جبهه متحد برای فشار بر دولت عثمانی بود تا به این جنایات پایان دهد. با این حال، تلاش‌ها برای توافق بر سر تحریم‌ها یا مجازات‌های مناسب به نتیجه نرسید. هر یک از کشورها منافع خاص خود را داشتند و به همین دلیل نتوانستند بر سر یک راهکار مشترک به توافق برسند.
تاریخ‌نگاران بر این باورند که اگر ترکیه با تهدید به جنگ واقعی و عواقب آن مواجه می‌شد، ممکن بود تن به امتیازدهی بدهد و در برابر فشارهای بین‌المللی تسلیم شود. این وضعیت نشان‌دهنده پیچیدگی‌های سیاسی آن دوران و چالش‌های موجود در ایجاد یک اتحاد مؤثر برای مقابله با نقض حقوق بشر بود.
آلمان می‌خواست به ترکیه کمک کند. روسیه نمی‌خواست جامعه بزرگ ارمنی خود را تحریک کند. فرانسه می‌خواست نقش بریتانیا را در منطقه محدود کند. ویلیام گلادستون، لیبرال پیشرو که در آن زمان بازنشسته شده بود، از بریتانیا خواست که به تنهایی مداخله کند. آرچیبالد پریمروز نخست‌وزیر لیبرال، نپذیرفت. این بحران رزبری را تضعیف کرد که در ژوئن ۱۸۹۵ استعفا داد. بحران در سال ۱۸۹۶ پس از بمب‌گذاری در قسطنطنیه که منجر به حملات گسترده به ارمنی‌ها ساکن در شهر شد و هزاران نفر کشته شدند، به اوج خود رسید. رابرت گاسکوین-سسیل، نخست‌وزیر محافظه کار جدید تلاش کرد و نتوانست قدرت‌ها را به مداخله وادار کند. هیچ کاری برای کمک به ارمنی‌ها انجام نشد.

### جنگ جهانی اول
سیاست بریتانیا در حدود سال ۱۹۱۰ در تقابل با کنترل روسیه بر ارمنستان قرار داشت و سعی کرد امپراتوری عثمانی را به بهبود رفتار خود با ارمنیان تشویق کند. هنگامی که جنگ جهانی شروع شد، بریتانیا ایده تشکیل یک لژیون ارمنی برای مبارزه علیه ترک‌ها را رد کرد. به جای آن، از یک لژیون ارمنی تحت فرماندهی فرانسه که در قبرس می‌جنگید، حمایت کرد.
با انتشار اخبار مربوط به نسل‌کشی ارمنی‌ها، لندن تلاش کرد تا نشان دهد که مسئولیت‌های امپراتوری خود شامل اجرای حقوق بشر است. ترکها با ناسیونالیسم ضد انگلیسی تشدید شده پاسخ دادند.

## سفرهای دولتی
سفرهای دولتی مختلفی بین ارمنستان و بریتانیا انجام می‌شود که آخرین آنها سفر دیوید لیدینگتون وزیر امور خارجه بریتانیا به ایروان است. علاوه بر این ، سرژ سرکیسیان رئیس‌جمهور ارمنستان در ژوئیه ۲۰۱۲ از بریتانیا دیدن کرد.
نخست‌وزیر مارگارت تاچر در ژوئن ۱۹۹۰ زمانی که ارمنستان بخشی از اتحاد جماهیر شوروی بود از ارمنستان دیدن کرد.

## نسل‌کشی ارامنی‌ها

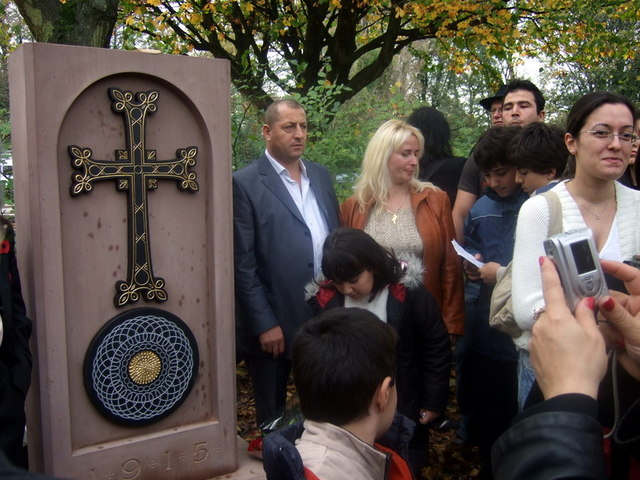
بنای یادبود ارمنی‌ها در سال ۲۰۰۷ در کاردیف رونمایی شد.

دولت‌های خودمختار ولز و اسکاتلند نسل‌کشی ارمنی‌ها را به رسمیت می‌شناسند، اما دولت بریتانیا این نسل‌کشی را به رسمیت نمی‌شناسد، زیرا آن را به عنوان موضوعی می‌داند که شواهد کافی برای ارزیابی «رویدادهای هولناکی که جمعیت ارمنی عثمانی را در آغاز قرن گذشته تحت تأثیر قرار داد» به عنوان نسل‌کشی طبق کنوانسیون ۱۹۴۸ سازمان ملل ندارد. دولت بریتانیا اعلام می‌کند که «کشتارها یک تراژدی هولناک بودند» و آنها را محکوم می‌کند و بیان می‌دارد که این دیدگاه دولت در آن دوره بوده است.

## ارمنی‌های بریتانیا
براساس کتاب «ارمنیان در لندن: مدیریت مرزهای اجتماعی» نوشته ورِد آمی‌ت که در سال ۱۹۸۹ منتشر شده است، در آن زمان حدود ۱۰٬۰۰۰ ارمنی در لندن بزرگ زندگی می‌کردند. اکثریت آنها نسل اول مهاجرانی از لبنان، سوریه، عراق، ایران و قبرس بودند. همچنین ارمنیان دیگری از اتیوپی، هند، مصر، اسرائیل و همچنین افرادی از کشورهای دیگر نیز در این جمعیت وجود داشتند.
منچستر از سال ۱۸۳۵ میزبان جمعیت ارمنی بوده است و تا سال ۱۸۶۲، برآورد می‌شود که حدود ۳۰ کسب‌وکار ارمنی در این شهر فعالیت می‌کرده‌اند. این موضوع نشان‌دهنده وجود یک جامعه دیرینه است که در طول سال‌ها به چشم‌انداز اقتصادی و فرهنگی منچستر کمک کرده است.

## نمایندگی‌ها
- ارمنستان در لندن سفارت دارد.
- انگلستان در ایروان سفارت دارد.

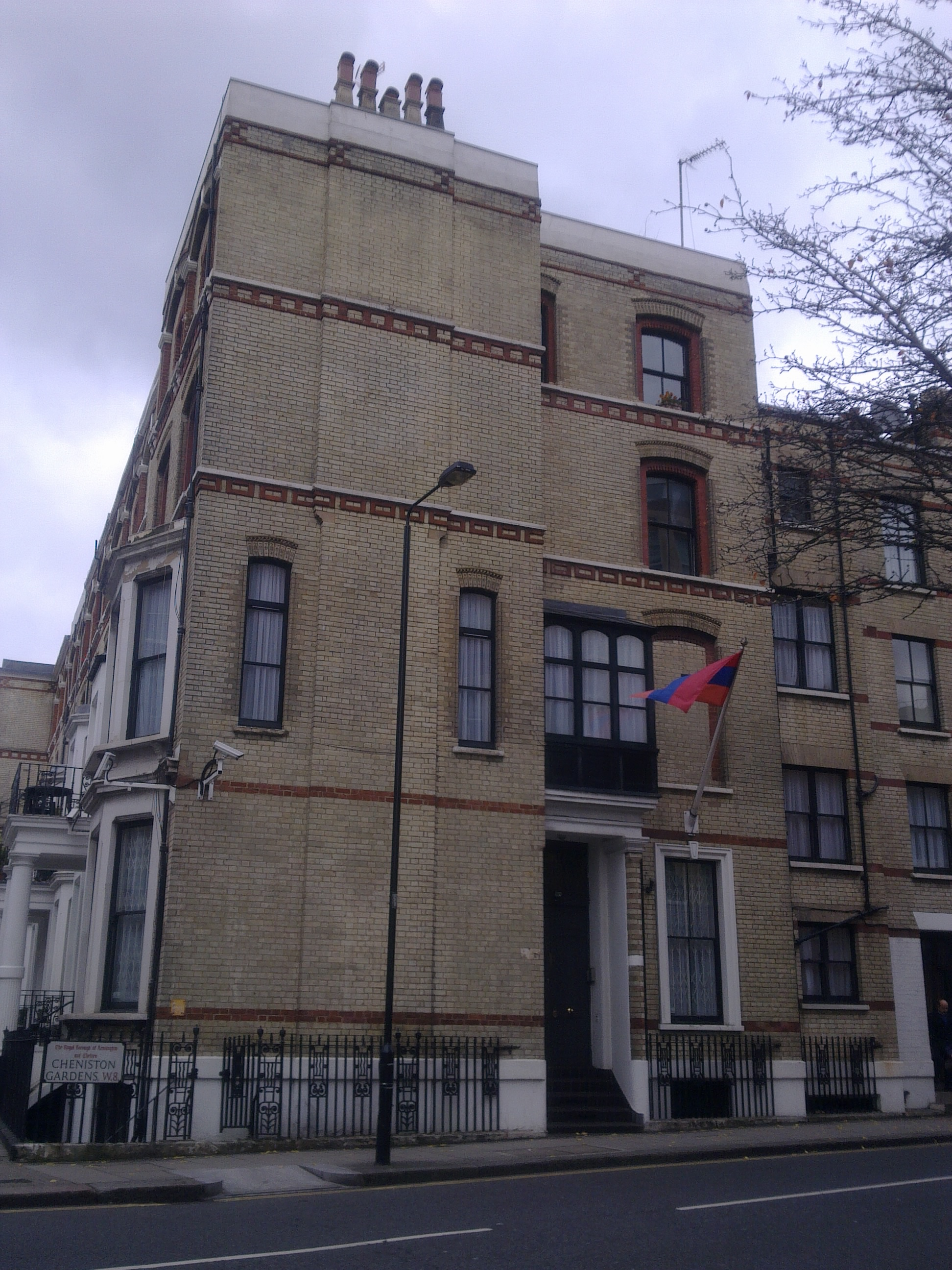
سفارت ارمنستان در لندن
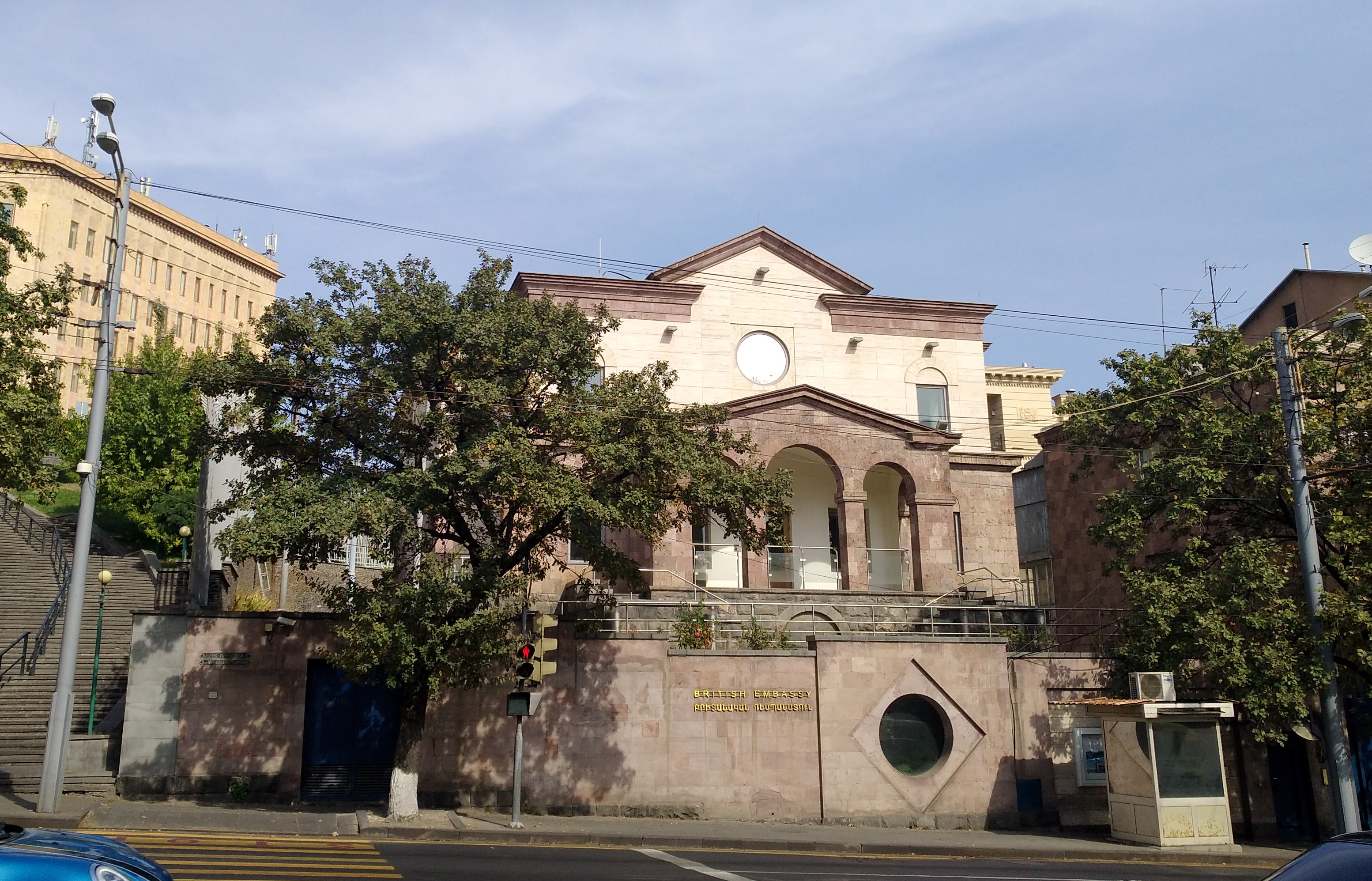
سفارت بریتانیا در ایروان